# Yannick Bolasie
Yannick Bolasie (* 24. května 1989) je konžský fotbalista hrající na postu křídla, který od srpna 2016 působí v anglickém klubu Everton FC. Na klubové úrovni hrál fotbal v Anglii a na Maltě.

## Reprezentační kariéra
V A-mužstvu Demokratické republiky Kongo debutoval v roce 2013.